# Церебрастения
Церебрастения (от лат. cerebrum — головной мозг + от др.-греч. ἀσθένεια — бессилие) — одно из проявлений органического психосиндрома. Характеризуется астенией в сочетании с головными болями, головокружениями, некоторым ослаблением памяти, явлениями повышенной истощаемости интеллектуально-мнестической деятельности, вазовегетативными расстройствами.
Исходя из клинических проявлений пациента различают следующие типы церебрастенического синдрома:
```
1. 
Астеногипердинамический
: 
```

- суетливость;
- агрессия;
- физическая сверх-активность.

```
2. 
Астеноадинамический
 (
атеноапатический
):
```

- чрезмерная сонливость;
- приторможенность;
- отстраненность;
- разряженное внимание;
- лень;
- малоподвижность.

```
3. 
Астенодистимический
. Он является смешанный вариантом двух вышеуказанных типов. Астенодистимическому типу присущи следующие признаки:
```

- частая смена настроения;
- сильная головная боль;
- тошнота;
- рвота;
- расстройство желудка и кишечника.